# Szent arkangyalok fatemplom (Valisora)
A valisorai Szent arkangyalok fatemplom műemlékké nyilvánított épület Romániában, Hunyad megyében. A romániai műemlékek jegyzékében a  HD-II-m-A-03473 sorszámon szerepel.